# Anna Silk
Anna Catherine Silk (Fredericton; 31 de enero de 1974) es una actriz canadiense de cine y televisión, principalmente conocida por interpretar el papel de Bo Dennis en la serie canadiense de drama y misterio La reina de las sombras.

## Biografía

### Vida privada
Anna Silk nació en Fredericton, situada en la provincia de New Brunswick (Canadá), hija de Peter Silk, académico y de Ilkay Silk, actriz, directora, productora, dramaturga, educadora y directora del departamento de Drama en la universidad St. Thomas en Fredericton.  Su padre es británico y su madre turcochipriota. Se graduó de la Universidad de St. Thomas con un Bachelor of Arts (en Psicología) en 1997. Durante sus años de estudiante actuó con el grupo teatral universitario en las obras Seven Menus y The Kitchen.
En noviembre de 1999, se mudó a Toronto para continuar su carrera como actriz y posteriormente se mudó a Los Ángeles (California). Donde conoció al actor Seth Cooperman, en 2007, en un taller de actores; se comprometieron en 2009 y se casaron en una ceremonia civil en diciembre de ese mismo año. El 10 de abril de 2011, renovaron sus votos en una ceremonia judía en Fredericton después de que ella se convirtiera al judaísmo. El 6 de enero de 2013, durante un especial previo al show de Showcase La reina de las sombras, anunció que estaba embarazada. Silk dio a luz a su hijo, Samuel Jerome Cooperman, en mayo de 2013. Su segundo hijo, Levi Aaron Cooperman, nació el 3 de mayo de 2016.

### Carrera
Uno de sus primeros trabajos, que marcó su debut cinematográfico, aunque sin figurar en los créditos, fue en el largometraje dirigido por George Clooney, Confesiones de una mente peligrosa. Otros títulos en los que ha aparecido son Where the Truht Lies (2005) y Breakfast with Scot (2007).
Silk ha trabajado también en numerosos telefilmes y fue artista invitada en varias series tanto australianas como estadounidenses, como Daring & Grace: Teen Detectives, Undressed, Mutant X, 1-800-Missing, Angela's Eyes, Voicemail, Ghost Whisperer. También interpretó el papel de Cassidy Holland en Being Erica, por la que recibió una nominación a los premios Gemini.
En 2009, consiguió el papel protagonista de Bo Dennis, una súcubo, en la serie de televisión canadiense de drama y misterio La reina de las sombras estrenada por el canal de televisión Showcase el 12 de septiembre de 2010 y se emitió durante cinco temporadas. La serie sigue la vida de una súcubo bisexual llamada Bo, interpretada por Anna Silk, mientras aprende a controlar sus habilidades sobrehumanas, ayuda a los necesitados y descubre la verdad sobre sus orígenes con la ayuda de su compañero humano Kenzi (Ksenia Solo) y el detective de la policía Fae Dyson (Kris Holden-Ried).
En 2019, interpretó el papel de  Roarke, una mercenaria, en la serie de acción y aventuras Blood & Treasure.

## Filmografía

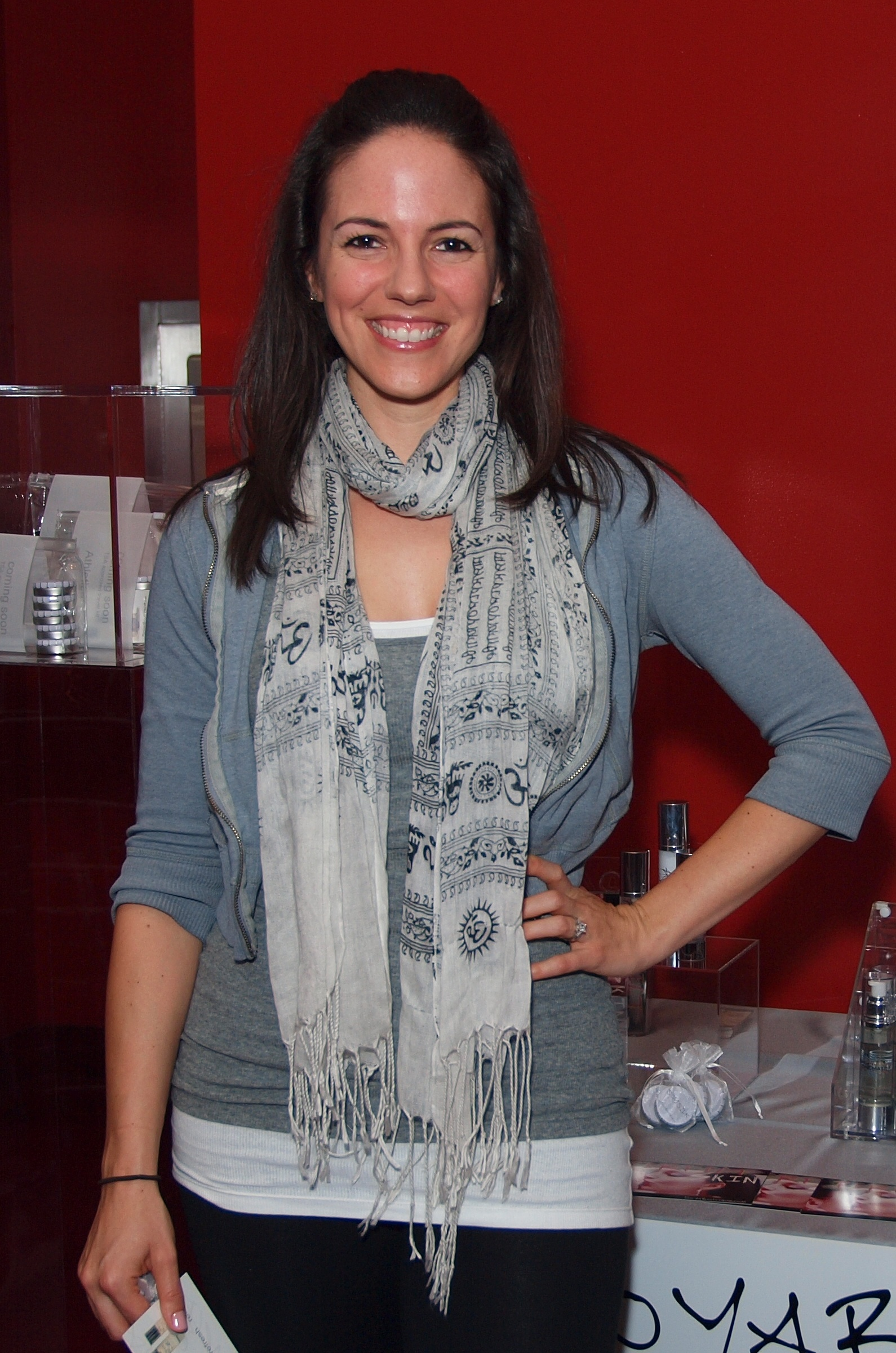
Anna Silk en la ceremonia de entrega de los Premios Gemini en 2010

### Cine
| Año  | Título                             | Papel         | Notas«        |
| ---- | ---------------------------------- | ------------- | ------------- |
| 2001 | Camels of Nahor                    | Hadasa Green  | Cortometraje  |
| 2002 | Confesiones de una mente peligrosa | Headset Woman | Sin acreditar |
| 2005 | Where the Truth Lies               | Gina          | Sin acreditar |
| 2007 | Do Not Bend                        | Catye         | Cortometraje  |
| 2007 | Breakfast with Scot                | Mia           |               |
| 2013 | Assassins Tale                     | Grace         |               |
| 2018 | Unspeakable                        |               | Cortometraje  |

### Televisión
| Año       | Título                          | Papel               | Notas                                                                              |
| --------- | ------------------------------- | ------------------- | ---------------------------------------------------------------------------------- |
| 1999      | Daring & Grace: Teen Detectives | Sabrina             | Episodio: «1.112»                                                                  |
| 2002      | Undressed                       | Becca               | Episodio: «6.17»                                                                   |
| 2003      | Petits mythes urbains           | Esposa              | Episodio: «Sexes en eaux troubles»                                                 |
| 2003      | Mutant X                        | Asia                | Episodio: «Within These Walls»                                                     |
| 2003      | Missing                         | Marilyn Janacek     | Episodio: «Victoria»                                                               |
| 2004      | Dead Lawyers                    | Sonia Alexandropova | Telefilme                                                                          |
| 2004      | Puppets Who Kill                | Sperm Bank Nurse    | Episodio: «Portrait of Buttons»                                                    |
| 2004      | Love Rules                      | Lynn Hopp           | Telefilme                                                                          |
| 2004      | Deception                       | Julie               | Telefilme                                                                          |
| 2004      | Anonymous Rex                   | Keri                | Telefilme                                                                          |
| 2005      | Hate                            | Mujer               | Telefilme                                                                          |
| 2005      | The Perfect Neighbor            | Ashley Marin        | Telefilme                                                                          |
| 2006      | Earthstorm                      | Bryna               | Telefilme                                                                          |
| 2006      | Angela's Eyes                   | Sondra              | Episodio: «The Camera's Eye»                                                       |
| 2006      | Legacy of Fear                  | Kathleen Coyne      | Película para televisión                                                           |
| 2007      | The Jane Show                   | Kathy               | Episodio: «Shower Killer»                                                          |
| 2007      | 'Til Death Do Us Part           | Mindy Lohman        | Episodio: «Storage Unit Murder»                                                    |
| 2007      | The Company                     | Stella Bledsoe      | Miniserieː 6 episodios                                                             |
| 2007      | Voicemail                       | Sandy               | Miniserie                                                                          |
| 2008      | Ghost Whisperer                 | Haylie Wayne        | Episodio: «Grandes escalofríos»                                                    |
| 2008      | Billable Hours                  | Suzie               | Episodio: «Pigeon Lawyer»                                                          |
| 2009–2010 | Being Erica                     | Cassidy Holland     | Episodios: «Everything She Wants», «The Importance of Being Erica», «Bear Breasts» |
| 2010–2015 | La reina de las sombras         | Bo Dennis           | Papel principalː 77 episodios                                                      |
| 2011      | Republic of Doyle               | Tania St. Croix     | Episodio: «St. John's Town»                                                        |
| 2012      | Top Chef Canada                 | Como ella misma     | Temporada 2, episodio 8: «Lights, Camera, Action!»                                 |
| 2018      | Wynonna Earp                    | Kevin               | Temporada 3, episodio 10: «The Other Woman»                                        |
| 2019      | Blood & Treasure                | Roarke              | Papel recurrente, 3 episodios                                                      |

## Premios y nominaciones
| Año  | Premio                 | Categoría                                                           | Película/Serie                                | Resultado | Ref           |
| ---- | ---------------------- | ------------------------------------------------------------------- | --------------------------------------------- | --------- | ------------- |
| 2009 | Gemini Awards          | Mejor actuación de una actriz en un papel invitado, serie dramática | Being Erica (episodio "Everything She Wants") | Nominada  | [ 10 ] [ 14 ] |
| 2015 | Canadian Screen Awards | Fan's Choice Award                                                  | La reina de las sombras                       | Ganadora  | [ 15 ] [ 16 ] |
| 2015 | Golden Maple Awards    | Mejor actriz en una serie de televisión emitida en EE. UU.          | La reina de las sombras                       | Nominada  | [ 17 ]        |